# Wilhelm Tomaschek
Wilhelm Tomaschek (tudi Vilém Tomášek), češko-avstrijski geograf, zgodovinar, * 26. maj 1841, Olomouc, † 9. september 1901, Dunaj.
Bil je predavatelj na Univerzi v Gradcu (1877-) in na Dunaju (1885-). V svojem znanstvenem delu se je ukvarjal s zgodovinsko geografijo Jugovzhodne Azije.
1. ↑  The Fine Art Archive
2. 1 2  Nacionalna zbirka normativnih podatkov Češke republike
3. 1 2  Arhiv likovne umetnosti — 2003.
4. 1 2 3  regionalna podatkovna zbirka Knjižnice mesta Olomouc